# Piero Vida
Piero Vida (Venècia, 5 d'agost de 1938 – Roma, 25 de gener de 1987) ha estat un actor italià. Va morir després d’una breu malaltia el gener del 1987.

## Filmografia

### Actor

#### Cinema
- Le couturier de ces dames, dirigida per Jean Boyer (1956)
- Il raccomandato di ferro, dirigida per Marcello Baldi (1959)
- Cronache del '22, dirigida per Giuseppe Orlandini, Guidarino Guidi, Moraldo Rossi, Francesco Cinieri i Stefano Ubezio (1962)
- Sfida al diavolo, dirigida per Nello Vegezzi (1963)
- Chi lavora è perduto (In capo al mondo), dirigida per Tinto Brass (1963)
- Slalom, dirigida per Luciano Salce (1965)
- La donnaccia, dirigida per Silvio Siano (1965)
- Sfida al diavolo, dirigida per Nello Vegezzi (1965)
- Una questione privata, dirigida per Giorgio Trentin (1966)
- 7 winchester per un massacro, dirigida per Enzo G. Castellari (1967)
- Odio per odio, dirigida per Domenico Paolella (1967)
- John il bastardo, dirigida per Armando Crispino (1967)
- Lo scatenato, dirigida per Franco Indovina (1968)
- Il sole è di tutti, dirigida per Domenico Paolella (1968)
- Pecos è qui: prega e muori!, dirigida per Maurizio Lucidi (1968)
- Execution, dirigida per Domenico Paolella (1968)
- T'ammazzo!... Raccomandati a Dio, dirigida per Osvaldo Civirani (1968)
- Galileo, dirigida per Liliana Cavani (1968)
- Sai cosa faceva Stalin alle donne?, dirigida per Maurizio Liverani (1969)
- Capricci, dirigida per Carmelo Bene (1969)
- Sierra Maestra, dirigida per Ansano Giannarelli (1969)
- La corta notte delle bambole di vetro, dirigida per Aldo Lado (1971)
- Chi l'ha vista morire?, dirigida per Aldo Lado (1972)
- Nel nome del padre, dirigida per Marco Bellocchio (1972)
- Fiorina la vacca, dirigida per Vittorio De Sisti (1972)
- Il sindacalista, dirigida per Luciano Salce (1972)
- Testa in giù, gambe in aria, dirigida per Ugo Novello (1972)
- Le notti peccaminose di Pietro l'Aretino, dirigida per Manlio Scarpelli (1972)
- Una cavalla tutta nuda, dirigida per Franco Rossetti (1972)
- Beati i ricchi, dirigida per Salvatore Samperi (1972)
- Salomè, dirigida per Carmelo Bene (1972)
- Buona parte di Paolina, dirigida per Nello Rossati (1973)
- Furto di sera bel colpo si spera, dirigida per Mariano Laurenti (1973)
- Non ho tempo, dirigida per Ansano Giannarelli (1973)
- Sentivano... uno strano, eccitante, pericoloso puzzo di dollari, dirigida per Italo Alfaro (1973)
- Giordano Bruno, dirigida per Giuliano Montaldo (1973)
- Patroclooo!... e il soldato Camillone, grande grosso e frescone, dirigida per Mariano Laurenti (1973)
- E cominciò il viaggio nella vertigine, dirigida per Toni De Gregorio (1974)
- Il portiere di notte, dirigida per Liliana Cavani (1974)
- Anno uno, dirigida per Roberto Rossellini (1974)
- Profondo rosso, dirigida per Dario Argento (1975)
- Leonor, dirigida per Juan Luis Buñuel (1975)
- Un genio, due compari, un pollo, dirigida per Damiano Damiani (1975)
- Novecento, dirigida per Bernardo Bertolucci (1976)
- Marcia trionfale, dirigida per Marco Bellocchio (1976)
- Giovannino, dirigida per Paolo Nuzzi (1976)
- Duri a morire, dirigida per Joe D'Amato (1979)
- Nella città perduta di Sarzana, dirigida per Luigi Faccini (1980)
- La storia vera della signora dalle camelie, dirigida per Mauro Bolognini (1981)
- Grog, dirigida per Francesco Laudadio (1982)
- Cicciabomba, dirigida per Umberto Lenzi (1982)
- Nostalghia, dirigida per Andrei Tarkovski (1983)
- Les amants terribles, dirigida per Danièle Dubroux i Stavros Kaplanidis (1984)
- Piacevole confronto, dirigida per Piero Vida (1984)
- Massimamente folle, dirigida per Marcello Troiani (1985)
- Il cavaliere, la morte e il diavolo, dirigida per Beppe Cino (1985)
- La vita di scorta, dirigida per Piero Vida (1986)
- Il camorrista, dirigida per Giuseppe Tornatore (1986)
- Il caso Moro, dirigida per Giuseppe Ferrara (1987)
- Deliria, dirigida per Michele Soavi (1987)
- Man on Fire, dirigida per Elie Chouraqui (1987)

#### Televisió
- Le avventure di Calandrino e Buffalmacco – sèrie de televisió (1974)
- Disubbidire è peccato, dirigida per Antonio Nieddu – telefilm (1976)
- Elogio di Gaspard Monge fatto da lui stesso, dirigida per Ansano Giannarelli – telefilm (1977)
- Banche e banchieri, dirigida per Massimo Andrioli i Marco Guarnaschelli – minisèrie de televisió (1979)
- Il ritorno di Casanova, dirigida per Pasquale Festa Campanile – minisèrie de televisió (1980)
- La certosa di Parma, dirigida per Mauro Bolognini – minisèrie de televisió (1982)
- I racconti del maresciallo, dirigida per Giovanni Soldati – minisèrie de televisió, episodi 6 (1984)
- Attentato al Papa, dirigida per Giuseppe Fina – minisèrie de televisió, episodi 1 (1986)
- Il cugino americano, dirigida per Giacomo Battiato – minisèrie de televisió (1986)

### Director i guionista
- Piacevole confronto (1984)
- La vita di scorta (1986)